# Восточное кладбище (Минск)
Восточное кладбище (бел. Усходнія могілкі; неофициальное название — Московское; в советское время именовалось «кладбищем по Московскому шоссе») — самое известное кладбище Минска. Общая площадь — 24 га.

## История
Открыто в 1952 году. Первоначально, открытое на окраине города, особого статуса не имело.
На Восточном кладбище в Минске хоронили первых лиц БССР, а также выдающихся деятелей науки и культуры, и с течением времени кладбище приобрело статус элитного. В современной Беларуси Восточное кладбище сохранило свой статус главного государственного некрополя. В 2001 году визит на кладбище нанесли Президент Российской Федерации Владимир Путин и Президент Республики Беларусь, Александр Лукашенко.
На Восточном кладбище также находятся групповые захоронения. В самом его центре расположена могила воинов, погибших во время Великой Отечественной войны, на кладбище находится монумент, возведённый в память о погибших на Немиге в результате массовой давки.
Несмотря на то, что кладбище считается закрытым, на нём есть свободная территория для новых могил. Место на Восточном кладбище может быть выделено выдающимся белорусским деятелям.

## Могилы известных людей
Восточное кладбище в Минске по своей значимости часто сравнивают с Новодевичьим кладбищем в Москве, на котором принято хоронить выдающихся государственных деятелей, деятелей науки и культуры. Среди похороненных на кладбище:
- Пётр Миронович Машеров, советский партийный и государственный деятель, Первый секретарь ЦК Компартии Белоруссии (1965—1980).
- Владимир Мулявин, советский и белорусский эстрадный музыкант, художественный руководитель ВИА «Песняры». Народный артист СССР (1991).
- Лариса Александровская, белорусская, советская оперная певица, общественный деятель. Народная артистка СССР (1940).
- Янка Мавр, белорусский советский писатель, переводчик и драматург.
- Иван Мележ, белорусский советский прозаик, драматург, публицист. Народный писатель БССР (1972).
- Василь Быков, белорусский и советский писатель, общественный деятель, депутат Верховного Совета БССР 9—11 созывов, участник Великой Отечественной войны, член Союза писателей СССР. Народный писатель Белорусской ССР.
- Владимир Короткевич, белорусский советский писатель, публицист, поэт, переводчик и драматург, сценарист, классик белорусской литературы.
- Владимир Макей, белорусский государственный деятель. Министр иностранных дел (2012—2022). Глава Администрации президента Республики Беларусь (2008—2012).
- Руслан Салей, белорусский хоккеист. Заслуженный мастер спорта Республики Беларусь (2002), многократно признавался лучшим хоккеистом страны.

Важной достопримечательностью кладбища является памятник на могиле Владимира Мулявина, руководителя ВИА «Песняры».

## Галерея
- Могила  Петра Машерова
- Могила Василя Быкова
- Могила  Владимира Короткевича
- Могила отца и сына Ерёменко
- Могила Виктора Вуячича
- Могила Ивана Шамякина
- Могила Михаила Пташука
- Могила  Василия Коржа
- Могила Елены Мазаник
- Могила Михаила Савицкого
- Могила Стефании Станюты
- Могила Руслана Салея
- Могила Игоря Добролюбова